# Галарса, Матиас (парагвайский футболист)
Матиас Галарса Фонда (исп. Matías Galarza Fonda; род. 11 февраля 2002, Асунсьон) — парагвайский футболист, полузащитник клуба «Тальерес» и сборной Парагвая.

## Клубная карьера
Галарса — воспитанник столичного клуба «Олимпия». в 2021 году он на правах аренды перешёл в бразильский «Васко да Гама». В поединке Лиги Кариока против «Португезы» Матиас дебютировал за основном состав. 29 мая в матче против «Операрио Ферровиарио» он дебютировал в бразильской Серии B. 19 ноября в поединке против «Клуб Ремо» Матиас забил свой первый гол за «Васко да Гама». По окончании аренды клуб выкупил трансфер игрока. В начале 2022 года Галарса на правах аренды перешёл в «Коритибу». 10 июня в матче против «Сан-Паулу» он дебютировал в бразильской Серии A.

## Международная карьера
В 2019 году в составе юношеской сборной Парагвая Галарса принял участие в юношеском чемпионате Южной Америке в Перу. На турнире он сыграл в матчах против команд Колумбии, Аргентины и Уругвая.